# Quiet Lake (Yukon)
Der Quiet Lake (englisch für „ruhiger See“) ist ein 54,41 km² großer See, der sich 55 km nordnordöstlich von Johnsons Crossing im kanadischen Territorium Yukon befindet. Der See befindet sich in den Stammesgebieten der Teslin Tlingit First Nation und der Kaska Dena Nation (nördlicher Teil des Sees).

## Lage
Der 787 m hoch gelegene Quiet Lake liegt 110 km östlich von Whitehorse zwischen den Pelly Mountains im Osten und der Big Salmon Range im Westen. Der See dehnt sich in Nord-Süd-Richtung aus und hat eine Länge von 28 km. Seine maximale Breite liegt bei etwa 3 km. Die maximale Wassertiefe des Sees liegt bei 160 m. Der auf einer Höhe von 802 m gelegene See wird an dessen Nordende zum Sandy Lake und weiter zum Big Salmon Lake entwässert. Die Canol Road (Yukon Highway 6) verläuft entlang dem Ostufer des Sees. Der Nisutlin River fließt in einem Abstand von etwa 6 km östlich des Sees in südlicher Richtung an diesem vorbei.
Am Quiet Lake gibt es zwei staatliche Campingplätze mit jeweils einer Bootsrampe. Der See wird als Ausgangspunkt für Kanutouren den Big Salmon River hinunter nach Carmacks genutzt.
Der Quiet Lake wurde 1887 von John McCormack, einem Prospektor, so benannt.

## Seefauna
Eine Studie von Fangergebnissen im See ergab folgende Prozentzahlen bezüglich der Biomasse der gefangenen Fische:
| Wissenschaftl. Name    | Deutscher Name             | Amerikanischer Name | Biomasse gefangener Fische |
| ---------------------- | -------------------------- | ------------------- | -------------------------- |
| Salvelinus namaycush   | Amerikanischer Seesaibling | lake trout          | 60,66 %                    |
| Coregonus clupeaformis | Heringsmaräne              | lake whitefish      | 26,77 %                    |
| Coregonus sardinella   |                            | least cisco         | 4,05 %                     |
| Lota lota              | Quappe                     | burbot              | 3,89 %                     |
| Prosopium cylindraceum |                            | round whitefish     | 3,64 %                     |
| Thymallus arcticus     | Arktische Äsche            | arctic grayling     | 0,99 %                     |